# شخصيته غير القانونية (رواية)
شخصيته غير القانونية (بالإنجليزية: His Illegal Self)‏ هي رواية للكاتب الأسترالي بيتر كاري، نشرت عام 2008، عن دار نشر راندوم هاوس.